# Auriane Mallo
Auriane Mallo, puis Auriane Mallo-Breton, née le 11 octobre 1993 à Lyon, est une escrimeuse française spécialiste de l'épée.
À l'issue de la saison 2023-2024, marquée par quatre podiums en individuel, dont un titre de vice-championne d'Europe à Bâle et un titre de vice-championne olympique à Paris, elle devient no 2 mondiale.

## Biographie

### Formation et débuts
Auriane Mallo-Breton naît Mallo le 11 octobre 1993 à Lyon. Elle fait toute sa scolarité dans cette ville, d'abord à l'école Créqui, puis collège Vendôme et enfin au lycée Édouard-Herriot. Elle poursuit des études en kinésithérapie à l'École nationale de kinésithérapie et rééducation (ENKRE) de Saint-Maurice avant d'obtenir un diplôme universitaire sport-santé de l'université Paris-Descartes (Paris-IV).
Parallèlement à sa scolarité, à sept ans, elle débute l'escrime à l'école. Initialement réticente, elle est finalement convaincue par son essai. Elle rejoint dès lors le Masque de fer puis le Lyon Epée Métropole, où son grand frère pratique déjà. Ils sont ensuite rejoints par le benjamin de la fratrie. Elle y rencontre ses deux Maîtres d’armes formateurs : Frédéric Carre et Rémy Delhomme. Ce dernier la suivra tout au long de sa carrière. Elle s'entraîne à l'INSEP depuis 2012, ainsi qu'au cercle d'escrime de Saint-Gratien depuis 2016,.

### Carrière sportive
Elle devient vice-championne de France en 2013, et troisième aux championnats de France 2016. Elle est sélectionnée en équipe de France pour les épreuves individuelles et par équipe à l'épée des JO de Rio 2016.
À partir de 2019, l'ensemble de l'équipe d'épée féminine est entraînée par Jean-François Di Martino, puis par Hervé Faget et Lionel Prunier.
En 2020, année lors de laquelle étaient censés se dérouler les Jeux olympiques de Tokyo, Mallo est blessée (tendinopathie avec fissure au coude) et attend un enfant. Elle prend donc une pause dans sa carrière sportive, qui coïncide avec la pandémie de Covid-19.
Mallo, battue en demi-finale par sa compatriote Alexandra Louis-Marie, est médaillée de bronze en individuel aux championnats d'Europe 2023 à Plovdiv. Elle ressort toutefois déçue des mondiaux qui se déroulent au Caire où elle n'obtient aucune médaille. Dans les épreuves individuelles, elle est éliminée en tableau de 16. Dans les épreuves par équipes, les Françaises s'inclinent à la mort subite en petite finale.
Elle remporte la médaille d'or en épée par équipes aux Jeux européens de 2023 à Cracovie, qui font office de championnats d'Europe pour les épreuves par équipes.
Elle est vice-championne d'Europe à Bâle en juin 2024.
Elle participe aux Jeux olympiques d'été de 2024 à Paris avec le soutien du groupe Carrefour, ce qui lui permet d'arrêter de travailler et de se concentrer sur la préparation des Jeux,. Elle est médaillée d'argent en épée féminine individuelle aux Jeux olympiques d'été de 2024 à Paris face à la no 1 mondiale, la Hongkongaise Vivian Kong le 27 juillet 2024.
Cela se joue d'extrême justesse à la mort subite par 12 touches à 13 après avoir mené de 5 touches. Elle remporte une autre médaille d'argent lorsque son équipe s'incline face à l'Italie en finale de l'épreuve d'épée féminine par équipes. Auriane Mallo-Breton remporte pourtant deux de ses trois relais (4-2 face à Giulia Rizzi, 4-2 face à Mara Navarria et match nul 6-6 contre Alberta Santuccio) mais cela ne suffit pas pour empêcher la défaite des Bleues (29 touches à 30).
Elle est mariée à Jules Breton, hockeyeur professionnel.

## Palmarès
- Jeux olympiques
  -  Médaille d'argent en individuel aux Jeux olympiques d'été de 2024 à Paris
  -  Médaille d'argent par équipes aux Jeux olympiques d'été de 2024 à Paris

- Épreuves de coupe du monde
  -  Médaille d'or par équipes à la Villa de Barcelone sur la saison 2020-2021
  -  Médaille d'argent par équipes au Glaive de Tallinn sur la saison 2018-2019
  -  Médaille d'argent en individuel à la Coupe du monde de La Havane sur la saison 2018-2019
  -  Médaille d'argent en individuel à la Villa de Barcelone sur la saison 2021-2022
  -  Médaille de bronze au Grand Prix du Caire sur la saison 2020-2021
  -  Médaille de bronze au Grand Prix de Cali sur la saison 2017-2018
  -  Médaille de bronze par équipes à la Coupe du monde de La Havane sur la saison 2019-2020

- Championnats d'Europe
  -  Médaille d'or par équipes aux championnats d'Europe 2017 à Tbilissi
  -  Médaille d'or par équipes aux championnats d'Europe 2018 à Novi Sad
  -  Médaille d'or par équipes aux championnats d'Europe 2022 à Antalya
  -  Médaille d'or par équipes aux championnats d'Europe 2023 (Jeux européens) à Cracovie
  -  Médaille d'argent par équipes aux championnats d'Europe 2016 à Toruń
  -  Médaille d'argent en individuel aux championnats d'Europe 2024 à Bâle
  -  Médaille de bronze en individuel aux championnats d'Europe 2023 à Plovdiv[16]
  -  Médaille de bronze par équipes aux championnats d'Europe 2024 à Bâle

## Classement en fin de saison
| Année | 2015 | 2016 | 2017 | 2018 | 2019 | 2020 | 2021 | 2022 | 2023 | 2024 |
| ----- | ---- | ---- | ---- | ---- | ---- | ---- | ---- | ---- | ---- | ---- |
| Rang  | 50   | 42   | 29   | 25   | 15   | 28   | 32   | 13   | 8    | 2    |

## Décorations
- Chevalier de l'ordre national du Mérite (2024)[17]